# Ben Sinnott
Benjamin Sinnott (Waterloo, 14 giugno 2002) è un giocatore di football americano statunitense che milita nel ruolo di tight end per i Washington Commanders della National Football League (NFL).

## Carriera universitaria
Sinnott passò la prima stagione a Kansas State come redshirt, poteva cioè allenarsi con la squadra ma non scendere in campo. L’anno seguente ricevette 2 passaggi per 15 yard e corse tre volte per 12 yard e un touchdown. Nel 2022 fu inserito nella formazione ideale della Big 12 Conference dopo avere ricevuto 31 passaggi per 447 yard e 4 touchdown. Fu inserito nella formazione ideale della Big 12 anche nell’anno successivo.

## Carriera professionistica

### Washington Commanders
Sinnott fu scelto nel corso del secondo giro (53º assoluto) del Draft NFL 2024 dai Washington Commanders. Debuttò come professionista subentrando nella gara del primo turno contro i Tampa Bay Buccaneers. La sua stagione da rookie si chiuse con 5 ricezioni per 28 yard e un touchdown disputando tutte le 17 partite, di cui 2 come titolare.